# Steleocerellus latiseta
Steleocerellus latiseta är en tvåvingeart som först beskrevs av Lamb 1917.  Steleocerellus latiseta ingår i släktet Steleocerellus och familjen fritflugor. Inga underarter finns listade i Catalogue of Life.